# Ildikó Papp
Ildikó Papp (* 12. August 1982 in Salgótarján) ist eine ehemalige ungarische Biathletin und Skilangläuferin.
Ildikó Papp startete für Petofi DSE Salgótarján und wurde von Zoltán Kadlót trainiert. Die Studentin der Betriebswirtschaftslehre betreibt seit 1999 Biathlon, seit 2000 gehört sie dem Nationalkader Ungarns an. Im selben Jahr trat sie in Kościelisko erstmals bei einem internationalen Großereignis, den Junioren-Europameisterschaften, an. Ihr bestes Einzelergebnis wurde Rang 31 im Einzel, mit der Staffel erreichte sie Rang zehn. Wenig später startete Papp in Hochfilzen bei den Junioren-Weltmeisterschaften. Im Einzel wurde sie 60., 67. im Sprint und 14. im Staffelrennen. Es dauerte bis zu den Sommerbiathlon-Weltmeisterschaften 2008, dass die Ungarin erstmals an einem Großereignis im Frauenbereich teilnahm. Im Sprint der Crosslauf-Wettbewerbe belegte sie den 13., in der Verfolgung den zehnten Platz. Im Sommerbiathlon erreichte sie auch weitere gute internationale Ergebnisse, so einen dritten Rang im Sprint und einen zweiten Platz im Verfolgungsrennen des IBU-Sommercups 2009 in Predajná. Im Sprint bei den Sommerbiathlon-Europameisterschaften 2009 in Nové Město na Moravě wurde Papp 20., im Massenstart verbesserte sie sich auf Platz 15, mit Zsófia Bakos, Imre Tagscherer und István Muskatal erreichte sie in der Mixed-Staffel Platz zehn. 2010 kamen in Osrblie die Platzierungen 13 im Sprint, 14 in der Verfolgung und mit Agnes Simon, Károly Gombos und Daniel Pelyhe Rang acht mit der Mixed-Staffel hinzu. Bei den Sommerbiathlon-Europameisterschaften 2011 in Martell wurde Papp 15. des Sprints und 14. der Verfolgung.
Im Skilanglauf nahm Papp von 2011 bis 2018 an Continental-Cup Rennen teil. Ihre beste Platzierung erreichte sie im Februar 2013 beim Slavic-Cup in Wisła mit dem neunten Platz über 10 km Freistil. Bei den Nordischen Skiweltmeisterschaften 2011 in Oslo errang sie den 80. Platz im Sprint und den 68. Platz über 10 km klassisch. Im Februar 2013 belegte sie bei den Nordischen Skiweltmeisterschaften im Fleimstal den 86. Platz im Sprint, den 83. Rang über 10 km Freistil und den 23. Platz zusammen mit Emőke Szőcs im Teamsprint. Bei den Nordischen Skiweltmeisterschaften 2015 in Falun kam sie auf den 65. Platz im Sprint und auf den 19. Rang zusammen mit Emőke Szőcs im Teamsprint und bei den Nordischen Skiweltmeisterschaften 2019 in Seefeld in Tirol auf den 94. Platz sowie auf den 83. Rang über 10 km klassisch.